# Lansing Automobile Works
Lansing Automobile Works war ein US-amerikanischer Hersteller von Automobilen.

## Unternehmensgeschichte
George J. Bohnet stellte bereits ab 1901 Automobile her, die er als Bohnet verkaufte. Erst 1902 gründete er zusammen mit J. W. Post das Unternehmen in Lansing in Michigan. Noch im selben Jahr endete die Produktion.

## Fahrzeuge
Im Angebot standen Dampfwagen. Das erste Fahrzeug war nach 18 Monaten Entwicklungszeit soweit fertig, dass es am 6. Juni 1901 erstmals auf öffentlichen Straßen bewegt werden konnte. Ein Arzt aus De Witt kaufte das Fahrzeug für weniger als 1000 US-Dollar.
Ein Manager der Capital Electric Company kaufte das zweite Fahrzeug. Dessen Bauzeit betrug zehn Monate. Die Karosserieform war ein Runabout. Gelenkt wurde mit einem Lenkhebel.